# Леньяк
Ленья́к (фр. и окс. Leynhac) — коммуна во Франции, находится в регионе Овернь. Департамент — Канталь. Входит в состав кантона Мор. Округ коммуны — Орийак.
Код INSEE коммуны — 15104.
Коммуна расположена приблизительно в 460 км к югу от Парижа, в 135 км юго-западнее Клермон-Феррана, в 24 км к юго-западу от Орийака.

## Население
Население коммуны на 2008 год составляло 352 человека.
| 1962 | 1968 | 1975 | 1982 | 1990 | 1999 | 2008 |
| ---- | ---- | ---- | ---- | ---- | ---- | ---- |
| 580  | 656  | 609  | 518  | 441  | 386  | 352  |

## Экономика

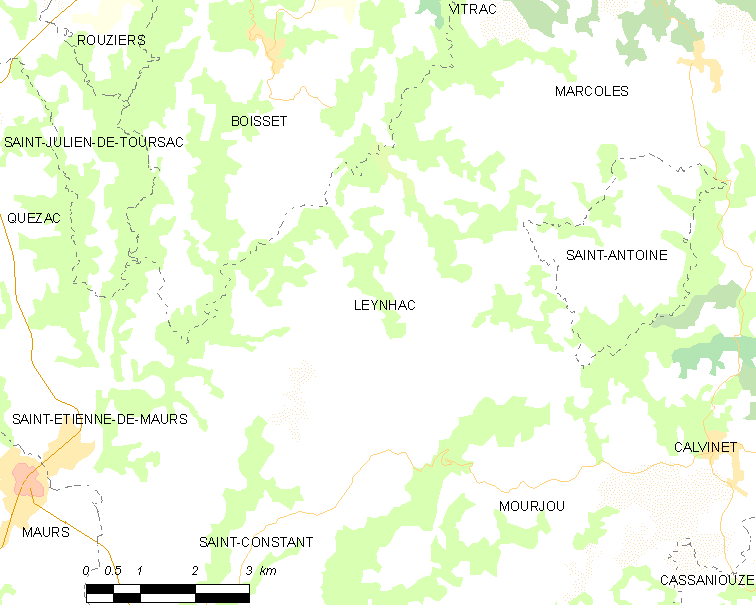
Карта коммуны

В 2007 году среди 207 человек в трудоспособном возрасте (15—64 лет) 137 были экономически активными, 70 — неактивными (показатель активности — 66,2 %, в 1999 году было 63,2 %). Из 137 активных работали 130 человек (79 мужчин и 51 женщина), безработных было 7 (2 мужчин и 5 женщин). Среди 70 неактивных 11 человек были учениками или студентами, 34 — пенсионерами, 25 были неактивными по другим причинам.

## Достопримечательности
- Монастырь Нотр-Дам-дю-Пон (XII век). Памятник истории с 1977 года[3]